# Gabe Guentzel
Gabe Guentzel, född 2 maj 1988 i Woodbury, Minnesota, är en amerikansk professionell ishockeyspelare. Han är storebror till NHL-spelaren Jake Guentzel.